# Cademène
Cademène település Franciaországban, Doubs megyében. Lakosainak száma 66 fő (2022. január 1.). Cademène Épeugney, Rurey, Scey-Maisières, Amondans és Cléron községekkel határos.

## Népesség
A település népességének változása:
| Lakosok száma | 45   | 50   | 78   | 85   | 81   | 78   | 71   | 69   | 68   | 66   |
|               | 1968 | 1982 | 1990 | 2006 | 2013 | 2015 | 2017 | 2019 | 2020 | 2022 |